# Agrypon crassifemur
Agrypon crassifemur är en stekelart som beskrevs av Tohru Uchida 1958. Agrypon crassifemur ingår i släktet Agrypon och familjen brokparasitsteklar. Inga underarter finns listade i Catalogue of Life.